# Bagrichthys obscurus
Cá lăng tối hay cá lăng chuột (Danh pháp khoa học: Bagrichthys obscurus) là một loài cá trong họ Cá lăng (Bagridae) thuộc bộ Cá da trơn. Chúng là loài được tìm thấy ở Campuchia, Lào, Thái Lan và Việt Nam nơi được tìm thấy ở Chao Phraya, Bang Pakong và sông Mekong.

## Đặc điểm
Cá lăng chuột có ngoài hình thân tương đối cao, hơi dẹp bên, đầu ngắn, mõm ngắn, miệng hẹp ở mút mõm, môi thịt, hàm trên hơi nhô ra, mắt nhỏ, có phủ nếp da, nằm gần đỉnh đầu, có 4 đôi râu, 1 đôi râu mũi dài đến mắt, 1 đôi râu hàm trên dài đến nắp mang và 2 đôi râu cằm ngắn hơn.
Vây lưng cao, gai vây lưng dài hơn vây ngực, phía sau có răng cưa hướng lên trên, vây mỡ rộng và dài, vây đuôi phân thùy sâu và mút cuối nhọn. Cá có màu nâu sáng với sọc ngang màu trắng nhạt bên hông và trên cuốn đuôi, vây đuôi màu nâu sáng, mỗi ngoài của mỗi thùy màu đen, các vây khác hơi đen.